# Валкиуза
Валкиу̀за (на италиански: Valchiusa) е община в Метрополен град Торино, регион Пиемонт, Северна Италия. Административен център на общината е село Вико Канавезе (Vico Canavese), което е разположено на 738 m надморска височина. Към 1 януари 2020 г. населението на общината е 1026 души, от които 44 са чужди граждани.
Общината е създадена на 1 януари 2019 г. Тя се състои от предшествуващите общини Вико Канавезе, Меуляно и Траузела.